# Love and Theft
"Love and Theft" er det 31. studiealbum af Bob Dylan, og blev udgivet af Columbia Records i september 2001. Albummet fortsatte det kunstneriske comeback efter Time out of Mind i 1997, og fik endda en bedre modtagelse end det forrige. Den korrekte titel på albummet er "Love and Theft" med engelske anførselstegn[kilde mangler]. I 2003 var albummet placeret på 467. pladsen på Rolling Stones liste over de 500 største album nogensinde, mens Newsweek kårede det til det næst bedste album det årti.

## Trackliste
1. "Tweedle Dee & Tweedle Dum" - 4:46
2. "Mississippi" - 5:21
3. "Summer Days" - 4:52
4. "Bye and Bye" - 03:16
5. "Lonesome Day Blues" - 06:05
6. "Floater (Too Much to Ask)" - 04:59
7. "High Water (For Charley Patton)" - 04:04
8. "Moonlight" - 03:23
9. "Honest with Me" - 05:49
10. "Po' Boy" - 03:05
11. "Cry a While" - 05:05
12. "Sugar Baby" - 06:40

Nogle udgaver af CD'en blev udgivet med en bonusplade med to spor, som ikke var udgivet før:
1. "I Was Young When I Left Home"" (original, arrangeret af Bob Dylan) [indspillet 22. december 1961]
2. "The Times They Are a-Changin'" (Bob Dylan) [alternativ udgave, indspillet 23. oktober 1963[2]]